# Stan Nicholls
Stan Nicholls (* 1949 in London, England) ist ein britischer Schriftsteller. Er arbeitete zwischen 1965 und 1971 im Büro des Bibliothekenkongresses von London, wo er stellvertretender Direktor wurde. Zu jener Zeit war er Mitherausgeber der beiden kleineren Zeitschriften „Gothique“ und „Stardock“.  Im Jahre 1966 gründete er schließlich die „Gothique“-Film Gesellschaft, die heute eine der ältesten spezialisierten Film-Gesellschaften in England ist. Von 1971 bis 1973 war er Geschäftsführer und Mitbesitzer des Londoner Buchladens „Bookends“, daneben arbeitete er als Forschungsassistent für Dennis Wheatleys Bibliothek für Okkultismus (diese besteht aus etwa 45 Bänden).
Nicholls, der australischer Abstammung ist, war von 1973 bis 1976 Geschäftsführer von „Dark They Were and Golden Eyed“ in London, zu dieser Zeit der größte Comic-Shop in Europa. Danach war er einer der ersten Geschäftsführer des berühmten Londoner Science-Fiction-Buchladens „Forbidden Planet“. Zudem half er beim Aufbau der New Yorker Niederlassung und arbeitete später als Berater für dieses Unternehmen. Jedoch zog er sich 1981 zurück, um sich ganz auf seine Schriftstellerei zu konzentrieren.
Heute lebt Stan Nicholls zusammen mit seiner Frau, ebenfalls Autorin und Journalistin, Anne Gay, in den West Midlands von England.
Er selbst ist ein Fan von klassischen Fantasy- und SciFi-Autoren wie Michael Moorcock.

## Werke

### Einzelwerke
- 1992 – „Gladiators“ Game Book
- 1993 – Tom and Jerry: The Movie
- 1993 – Wordsmiths of Wonder: 50 Interviews with Writers of the Fantastic
- 1994 – Ken and Me (Zusammen mit W. Roache)
- 1995 – Cool Zool
- 1996 – Spider-Man: The Hobgoblin
- 1996 – Gerry Anderson: The Authorised Biography (Zusammen mit S. Archer)
- 1997 – Fade to Black
- 1997 – Dark Skies: The Awakening Fade to Black
- 1998 – Strange Invaders

### Nightshade Chronicles
- 1996 – The Book of Shadows
- 1997 – The Shadow of a Sorcerer
- 1998 – A Gathering of Shadows

### Die Orks
Hauptartikel: Die Orks
Die Orks ist eine Trilogie, die in der deutschen Übersetzung zu einem Buch zusammengefasst wurde.
Das Volk der Orks, das geboren wird, um zu kämpfen, verbreitet seit Urzeiten Angst und Schrecken unter den Menschen, gegen die sie einen erbitterten Krieg führen. Diese Tatsache kommt Stryke, dem Anführer der erfolgreichen Ork-Kriegstruppe „Die Vielfraße“, im Kampf gelegen. Deswegen gelingt es seiner schlagkräftigen Truppe, ohne wirkliche Gegenwehr, im Auftrag ihrer Königin einen mysteriösen, magischen Gegenstand zu beschaffen. Mit Hilfe dieses Artefakts soll der Feind zurückgeschlagen werden. Die Truppe hat jedoch nicht damit gerechnet, dass ihnen dieser Gegenstand von Kobolden wieder abgenommen wird. Damit beginnt eine abenteuerliche Jagd …
- Die Orks (Bodyguard of Lightning, Legion of Thunder und Warriors of the Tempest, 1999–2000). Heyne, München 2002, ISBN 3-453-86371-2.

Mittlerweile erschienen folgende Fortsetzungsromane der zweiten Ork-Trilogie:
- Die Orks: Blutrache (Weapons of Magical Destruction, 2008). Heyne, München 2007, ISBN 3-453-53201-5.
- Die Orks: Blutnacht (Army of Shadows, 2009). Heyne, München 2009, ISBN 3-453-52494-2.
- Die Orks: Blutjagd  (Inferno, 2011). Heyne, München ISBN 978-3-453-52701-0.

### Quicksilver Trilogie (Dreamtime Trilogy)
Hauptartikel: The Quicksilver Trilogy
- Der magische Bund (Quicksilver Rising, 2003). Heyne, München 2004, ISBN 3-453-87906-6.
- Das magische Zeichen (Quicksilver Zenith, 2004). Heyne, München 2005, ISBN 3-453-53022-5.
- Die magische Insel (Quicksilver Twilight, 2005). Heyne, München 2006, ISBN 3-453-53025-X.